# Casa de Pensão (telenovela)
Casa de Pensão foi uma telenovela brasileira exibida pela TV Cultura entre 29 de março e 23 de abril de 1982, às 19h30. Baseada no romance homônimo de Aluísio Azevedo, foi escrita por Rubens Ewald Filho.

## Enredo
Amâncio de Vasconcelos, um jovem maranhense, vem para o Rio de Janeiro para fazer um curso de medicina. No começo, hospeda-se em casa de um conhecido da família, Luís Campos, que vivia com sua esposa, e uma cunhada, Dona Cadotinha. Entretanto, Amâncio encontrara-se com um amigo e co-provinciano, Paiva Rocha, e passa a viver uma vida desvairada e boêmia. As extravagâncias de chegar pela madrugada, faltar às aulas, embebedar-se, não lhe eram permitidas em casa de seu amigo. Por outro lado, o jovem estudante começara a despertar um certo interesse no coração de Hortência.
Levado por esses motivos, ele resolve mudar-se para a pensão de João Coqueiro, que lhe fora apresentado por Paiva Rocha. Acaba envolvido por Amélia, irmã de João Coqueiro, que finge ignorar o romance e explora-a, exigindo dinheiro do rapaz. Enredado no ambiente asfixiante e corrupto da pensão de João Coqueiro e de sua esposa, Madame Bizard, envolvido em uma série de tramas, Amâncio resolve viajar para São Luís para rever a mãe, agora viúva. João Coqueiro suspeita da viagem e consegue fazer a polícia prender Amâncio sob acusação de defloramento, da qual o estudante é absolvido, em rumoroso julgamento. Mas, inconformado com a absolvição, o rival assassina Amâncio com um tiro.

## Elenco
- Paulo Castelli.... Amâncio
- Glauce Graieb.... Maria Hortência
- Aldine Müller.... Amélia
- Kate Hansen.... Lúcia
- Maria Célia Camargo.... Dona Loló
- Antônio Amadeu
- Arlete Montenegro
- Carlos Moreira
- Elza Maria
- Ênio Gonçalves
- Jacques Lagoa
- Leão Lobo
- Lúcia Nobre
- Marcel Yonot
- Nice Marinelli
- Oswaldo Neiva
- Paulo Wolf
- Raimundo Matos
- Regina Reis
- Rubens Pignatari
- Tereza Cubano
- Walter Forster
- Wilma Guerrino
- Zilda Mayo